# 2021 a filmművészetben
2021 a filmművészetben a 2021-es év fontosabb filmes eseményeit tartalmazza az alábbiak szerint:

## Sikerfilmek
Forrás: Box Office Mojo, 2021 Worldwide Box Office
| #   | Cím                                | Forgalmazó                          | Bevétel        | Megjelenés     |
| --- | ---------------------------------- | ----------------------------------- | -------------- | -------------- |
| 1.  | Pókember: Nincs hazaút             | Sony Pictures Releasing             | $1 368 892 000 | december 16.   |
| 2.  | The Battle at Lake Changjin        | Distribution Workshop               | $902 541 161   | szeptember 30. |
| 3.  | Hi, Mom                            | China Film Co., Ltd.                | $822 009 764   | február 12.    |
| 4.  | Nincs idő meghalni                 | Universal Pictures                  | $774 034 007   | szeptember 30. |
| 5.  | Halálos iramban 9.                 | Universal Pictures                  | $726 229 501   | június 24.     |
| 6.  | Detective Chinatown 3              | Wanda Pictures                      | $686 257 563   | február 12.    |
| 7.  | Venom 2. – Vérontó                 | Sony Pictures Releasing             | $501 027 511   | október 1.     |
| 8.  | Godzilla Kong ellen                | Warner Bros. Pictures               | $467 863 133   | március 31.    |
| 9.  | Shang-Chi és a tíz gyűrű legendája | Walt Disney Studios Motion Pictures | $432 233 010   | szeptember 2.  |
| 10. | Örökkévalók                        | Walt Disney Studios Motion Pictures | $401 454 419   | november 4.    |

### Sikerfilmek Magyarországon
Forrás: Box Office Mojo, Hungary Yearly Box Office
| #   | Cím                                | Forgalmazó    | Bevétel    | Megjelenés     |
| --- | ---------------------------------- | ------------- | ---------- | -------------- |
| 1.  | Pókember: Nincs hazaút             | InterCom Zrt. | $1 723 413 | december 16.   |
| 2.  | Nincs idő meghalni                 | Fórum Hungary | $1 579 624 | szeptember 30. |
| 3.  | Venom 2. – Vérontó                 | InterCom Zrt. | $1 397 214 | október 14.    |
| 4.  | Fekete Özvegy                      | Fórum Hungary | $1 396 692 | július 8.      |
| 5.  | Dűne                               | InterCom Zrt. | $1 363 749 | október 21.    |
| 6.  | Free Guy                           | Fórum Hungary | $1 255 295 | augusztus 12.  |
| 7.  | Halálos iramban 9.                 | UIP-Dunafilm  | $1 093 239 | június 24.     |
| 8.  | Dzsungeltúra                       | Fórum Hungary | $1 049 829 | július 29.     |
| 9.  | Shang-Chi és a tíz gyűrű legendája | Fórum Hungary | $874 244   | szeptember 2.  |
| 10. | Örökkévalók                        | Fórum Hungary | $799 208   | november 4.    |

## Filmbemutatók Magyarországon

### Május
| Dátum | Magyar cím                             | Eredeti cím                               | Filmstúdió                      | Rendező                            | Főszereplők |
| ----- | -------------------------------------- | ----------------------------------------- | ------------------------------- | ---------------------------------- | --- |
| 6.    | Méz – Királynő                         | Медена земја                              | Trice Films                     | Tamara Kotevska, Ljubomir Stefanov | Hatidže Muratova |
| 6.    | Kutyák és macskák 3. – A mancs parancs | Cats & Dogs 3: Paws Unite                 | Warner Bros. Home Entertainment | Sean McNamara                      | Melissa Rauch, Max Greenfield, George Lopez |
| 6.    | Napsugár                               | Sole                                      | Kino Produzioni                 | Carlo Sironi                       | Bruno Buzzi, Sandra Drzymalska, Marco Felli, Barbara Ronchi, Claudio Segaluscio, Vitaliano Trevisan                                                                  |
| 13.   | David Copperfield rendkívüli élete     | The Personal History of David Copperfield | Lionsgate UK                    | Armando Iannucci                   | Dev Patel, Aneurin Barnard, Peter Capaldi, Morfydd Clark, Daisy May Cooper, Rosalind Eleazar, Hugh Laurie, Tilda Swinton, Ben Whishaw, Paul Whitehouse               |
| 13.   | Egy évem Salingerrel                   | My Salinger Year                          | Mongrel Media                   | Philippe Falardeau                 | Margaret Qualley, Sigourney Weaver, Douglas Booth, Seána Kerslake, Colm Feore, Brían F. O'Byrne                                                                      |
| 13.   | Fűzfa                                  | Врба                                      | Saga Film                       | Milcho Manchevski                  | Sara Klimoska, Natalija Teodosieva, Kamka Tocinovski, Nenad Nacev, Nikola Risteski, Petar Caranovic                                                                  |
| 13.   | Gyilkos szerepben                      | Quick                                     | Brain Academy                   | Mikael Håfström                    | Jonas Karlsson, David Dencik, Alba August, Suzanne Reuter, Magnus Roosmann                                                                                           |
| 13.   | Monster Hunter – Szörnybirodalom       | Monster Hunter                            | Sony Pictures Releasing         | Paul W. S. Anderson                | Milla Jovovich, Tony Jaa, T.I., Meagan Good, Diego Boneta, Josh Helman, Jin Au-Yeung, Ron Perlman                                                                    |
| 13.   | Spirál                                 | –                                         | Vertigo Média                   | Felméri Cecilia                    | Borbély Alexandra, Bogdan Dumitrache, Kiss Diána Magdolna, Köleséri Sándor, Krisztik Csaba, Zsigri Bálint, Losonczi Kata, Szabó Veronika, Uhrik Teodóra, Fekete Ernő |
| 13.   | Szuperagy                              | Superintelligence                         | Warner Bros. Pictures           | Ben Falcone                        | Melissa McCarthy , Bobby Cannavale, Brian Tyree Henry, Jean Smart, James Corden                                                                                      |
| 13.   | The Doorman – Több mint portás         | The Doorman                               | Lionsgate Home Entertainment    | Rjúhei Kitamura                    | Ruby Rose, Jean Reno, Louis Mandylor, Rupert Evans, Aksel Hennie, David Sakurai                                                                                      |
| 13.   | Wendy                                  | Wendy                                     | Searchlight Pictures            | Benh Zeitlin                       | Devin France, Yashua Mack, Gage Naquin, Gavin Naquin, Ahmad Cage, Krzysztof Meyn, Romyri Ross                                                                        |
| 20.   | A fészek                               | The Nest                                  | BBC Films                       | Sean Durkin                        | Jude Law, Carrie Coon, Charlie Shotwell, Oona Roche, Adeel Akhtar |
| 20.   | A kivégzőosztag                        | Assassins                                 | Greenwich Entertainment         | Ryan White                         | – |
| 20.   | Egy humorista élete                    | En komikers uppväxt                       | Anagram Sverige                 | Rojda Sekersöz                     | Johan Rheborg, Loke Hellberg, Jakob Eklund, Ulla Skoog |
| 20.   | Godzilla Kong ellen                    | Godzilla vs. Kong                         | Warner Bros. Pictures           | Adam Wingard                       | Alexander Skarsgård, Millie Bobby Brown, Rebecca Hall, Brian Tyree Henry, Shun Oguri, Eiza González, Julian Dennison, Lance Reddick, Kyle Chandler, Demián Bichir    |
| 20.   | Hét kis véletlen                       | –                                         | Filmpartners                    | Gothár Péter                       | Mészáros Blanka, Mészáros Máté, Börcsök Olivér, Rezes Judit, Básti Juli, Bezerédi Zoltán, Börcsök Enikő, Znamenák István                                             |
| 20.   | Ígéretes fiatal nő                     | Promising Young Woman                     | Focus Features                  | Emerald Fennell                    | Carey Mulligan, Bo Burnham, Alison Brie, Clancy Brown, Jennifer Coolidge, Laverne Cox, Connie Britton                                                                |
| 20.   | Tom és Jerry                           | Tom and Jerry                             | Warner Bros. Pictures           | Tim Story                          | Chloë Grace Moretz, Michael Peña, Colin Jost, Rob Delaney, Ken Jeong                                                                                                 |
| 27.   | Éden                                   | –                                         | Mythberg Films                  | Kocsis Ágnes                       | Lana Barić, Daan Stuyven, Bocskor Salló Lóránt, Makranczi Zalán, Kistamás László, Kardos Róbert, Katona László, Stéphanie Schlesser                                  |
| 27.   | Gunda                                  | Gunda                                     | Louverture Films                | Viktor Kossakovsky                 | – |
| 27.   | Mortal Kombat                          | Mortal Kombat                             | Warner Bros.                    | Simon McQuoid                      | Lewis Tan, Jessica McNamee, Mehcad Brooks, Aszano Tadanobu, Ludi Lin, Joe Taslim, Szanada Hirojuki, Josh Lawson, Chin Han                                            |
| 27.   | Zuhanás                                | Falling                                   | Modern Films                    | Viggo Mortensen                    | Viggo Mortensen, Lance Henriksen, Sverrir Gudnason, Laura Linney, Hannah Gross, Terry Chen, David Cronenberg                                                         |
| 27.   | Tunéziai terápia                       | Un divan á Tunis                          | Kazak Productions               | Manele Labidi Labbé                | Golshifteh Farahani, Hichem Yacoubi, Moncef Anjegui, Majd Mastoura                                                                                                   |

### Június
| Dátum | Magyar cím                                 | Eredeti cím                            | Filmstúdió               | Rendező                          | Főszereplők |
| ----- | ------------------------------------------ | -------------------------------------- | ------------------------ | -------------------------------- | --- |
| 3.    | A nagy visszatérők                         | The Comeback Trail                     | Cloudburst Entertainment | George Gallo                     | Robert De Niro, Tommy Lee Jones, Morgan Freeman, Zach Braff, Emile Hirsch, Eddie Griffin, Kate Katzman, Blerim Destani                               |
| 3.    | A nomádok földje                           | Nomadland                              | Searchlight Pictures     | Chloé Zhao                       | Frances McDormand, David Strathairn, Linda May, Swankie                                                                                              |
| 3.    | A világ dicsősége                          | Gloria Mundi                           | Agat Films & Cie         | Robert Guédiguian                | Ariane Ascaride, Jean-Pierre Darroussin, Gérard Meylan, Anaïs Demoustier                                                                             |
| 3.    | Előzmények törlése                         | Effacer l’historique                   | Ad Vitam Distribution    | Benoît Delépine, Gustave Kervern | Blanche Gardin, Denis Podalydès, Corinne Masiero |
| 3.    | Fellini – A lélek festője                  | Fellini degli spiriti                  | A Contracorriente Films  | Selma Dell'Olio                  | Gianfranco Angelucci, Filippo Ascione, Leonetta Bentivoglio                                                                                          |
| 3.    | Lelki ismeretek                            | Soul                                   | Pixar Animation Studios  | Pete Docter                      | Jamie Foxx, Tina Fey, Graham Norton, Rachel House, Alice Braga, Richard Ayoade, Phylicia Rashad, Donnell Rawlings, Questlove, Angela Bassett         |
| 3.    | Spirál: Fűrész hagyatéka                   | Spiral: From the Book of Saw           | Lionsgate                | Darren Lynn Bousman              | Chris Rock, Max Minghella, Marisol Nichols, Samuel L. Jackson                                                                                        |
| 3.    | Vad víz: Aqua Hungarica                    | –                                      | Pannonia Entertainment   | Fehér Zoltán                     | Forgács Péter (narrátor) |
| 10.   | Egy igazán dühös ember                     | Wrath of Man                           | Universal Pictures       | Guy Ritchie                      | Jason Statham, Holt McCallany, Jeffrey Donovan, Josh Hartnett, Chris Reilly, Laz Alonso, Raúl Castillo, DeObia Oparei, Eddie Marsan, Scott Eastwood  |
| 10.   | Démonok között 3. – Az ördög kényszerített | The Conjuring: The Devil Made Me Do It | Warner Bros. Pictures    | Michael Chaves                   | Vera Farmiga, Patrick Wilson, Ruairi O'Connor, Sarah Catherine Hook, Julian Hilliard                                                                 |
| 10.   | Perzsa nyelvleckék                         | Persian Lessons                        | Belarusfilm              | Vadim Perelman                   | Nahuel Pérez Biscayart, Lars Eidinger, Jonas Nay, David Schütter, Alexander Beyer                                                                    |
| 10.   | Szörnyella                                 | Cruella                                | Walt Disney Pictures     | Craig Gillespie                  | Emma Stone, Emma Thompson, Joel Fry, Paul Walter Hauser, Emily Beecham, Kirby Howell-Baptiste, Mark Strong                                           |
| 17.   | Bon Jovi – Drive-in Night                  | Bon Jovi – Drive-in Night              | –                        | –                                | Jon Bon Jovi, Tico Torres, David Bryan |
| 17.   | Hang nélkül 2.                             | A Quiet Place 2                        | Paramount Pictures       | John Krasinski                   | Emily Blunt, John Krasinski, Millicent Simmonds, Cillian Murphy, Djimon Hounsou                                                                      |
| 17.   | Luca                                       | Luca                                   | Pixar Animation Studios  | Enrico Casarosa                  | Jacob Tremblay, Jack Dylan Grazer, Emma Berman, Marco Barricelli, Saverio Raimondo, Maya Rudolph, Jim Gaffigan                                       |
| 17.   | Rosa esküvője                              | La boda de la Rosa                     | Castelao Pictures        | Icíar Bollaín                    | Candela Peña, Sergi López, Nathalie Poza, Ramón Barea                                                                                                |
| 17.   | Sokkal több mint testőr 2.                 | Hitman's Wife's Bodyguard              | Lionsgate                | Patrick Hughes                   | Ryan Reynolds, Samuel L. Jackson, Salma Hayek, Frank Grillo, Richard E. Grant, Antonio Banderas, Morgan Freeman                                      |
| 24.   | A hívatlan                                 | The Wretched                           | IFC Midnight             | Brett Pierce, Drew T. Pierce     | John-Paul Howard, Piper Curda, Zarah Mahler, Kevin Bigley, Gabriela Quezada Bloomgarden, Richard Ellis, Blane Crockarell, Jamison Jones, Azie Tesfai |
| 24.   | Berlin, Alexanderplatz                     | Berlin, Alexanderplatz                 | Entertainment One        | Burhan Qurbani                   | Welket Bunguê, Albrecht Schuch, Jella Haase, Annabelle Mandeng, Joachim Król, Mira Elisa Goeres, Ceci Chuh, Martin Wuttke                            |
| 24.   | Halálos iramban 9.                         | Fast & Furious 9                       | Universal Pictures       | Justin Lin                       | Vin Diesel, Michelle Rodriguez, Tyrese Gibson, Ludacris, Charlize Theron, Nathalie Emmanuel, Sung Kang, Jordana Brewster, John Cena, Helen Mirren    |
| 24.   | Új világrend                               | Nuevo orden                            | Videocine                | Michel Franco                    | Naian Gonzalez Norvind, Diego Boneta, Mónica Del Carmen, Fernando Cuautle, Darío Yazbek, Eligio Meléndez                                             |
| 24.   | Nyúl Péter 2. – Nyúlcipő                   | Peter Rabbit 2: The Runaway            | Sony Pictures Releasing  | Will Gluck                       | Rose Byrne, Domhnall Gleeson, David Oyelowo, Elizabeth Debicki, Margot Robbie, James Corden                                                          |

### Július
| Dátum | Magyar cím                               | Eredeti cím                      | Filmstúdió               | Rendező                              | Főszereplők |
| ----- | ---------------------------------------- | -------------------------------- | ------------------------ | ------------------------------------ | --- |
| 1.    | Freaky                                   | Freaky                           | Blumhouse Productions    | Christopher Landon                   | Vince Vaughn, Kathryn Newton, Katie Finneran, Celeste O’Connor, Alan Ruck |
| 1.    | Ketten                                   | Deux                             | Paprika Films            | Filippo Meneghetti                   | Barbara Sukowa, Martine Chevallier, Léa Drucker, Jérôme Varanfrain, Muriel Bénazéraf, Augustin Reynes                                                                                               |
| 1.    | Még egy kört mindenkinek                 | Druk                             | Zentropa                 | Thomas Vinterberg                    | Mads Mikkelsen, Thomas Bo Larsen, Lars Ranthe, Magnus Millang, Susse Wold, Maria Bonnevie, Helene Reingaard Neumann                                                                                 |
| 1.    | Oglik – Üdvözlünk Büdifalván!            | The Ogglies                      | WunderWerk               | Jens Møller, Toby Genkel             | Semaʼj Alexander Cunningham, Kya Stein, Ben Young, Lily Held, Tony Clark |
| 1.    | Raya és az utolsó sárkány                | Raya and the Last Dragon         | Walt Disney Pictures     | Don Hall, Carlos López Estrada       | Kelly Marie Tran, Awkwafina, Izaac Wang, Gemma Chan, Daniel Dae Kim |
| 1.    | Senki                                    | Nobody                           | Universal Pictures       | Ilya Naishuller                      | Bob Odenkirk, Connie Nielsen, Christopher Lloyd, Alekszej Szerebrjakov, Michael Ironside |
| 1.    | Tobi színei                              | –                                | Cirko Film               | Bakony Alexa                         | Tuza Benjámin Tóbiás |
| 1.    | Űrpiknik                                 | –                                | Mozinet                  | Badits Ákos                          | Takács Zalán, Walters Lili, Varga Veronika, Lengyel Benjámin, Rainer-Micsinyei Nóra, Árpa Attila |
| 1.    | Zappa                                    | Zappa                            | Trouper Productions      | Alex Winter                          | Alice Cooper, David Bowie, Paul McCartney, Mick Jagger, Arsenio Hall |
| 8.    | A szerelem nem várhat                    | Gott, du kannst ein Arsch sein   | Cactus Films             | André Erkau                          | Sinje Irslinger, Max Hubacher, Til Schweiger, Heike Makatsch, Jürgen Vogel |
| 8.    | Fekete Özvegy                            | Black Widow                      | Walt Disney Pictures     | Cate Shortland                       | Scarlett Johansson, Rachel Weisz, David Harbour, Florence Pugh, O. T. Fagbenle |
| 8.    | Kövek                                    | –                                | Cirko Film               | Dobray György                        | – |
| 8.    | Hajszra és cselőre                       | –                                | Stardust Films           | Bodnár V. Róbert                     | – |
| 8.    | Minari – A családom története            | Minari                           | A24                      | Lee Isaac Chung                      | Steven Yeun, Han Jeri, Alan Kim, Noel Kate Cho, Jun Jodzsong, Will Patton |
| 8.    | Sweat                                    | Sweat                            | Zentropa                 | Magnus von Horn                      | Magdalena Kolesnik, Julian Swiezewski, Aleksandra Konieczna, Zbigniew Zamachowski |
| 8.    | Szilaj: Zabolátlanok                     | Spirit Riding Free               | Universal Pictures       | Elaine Bogan, Ennio Torresan         | Eiza González, Jake Gyllenhaal, Isabela Moner, Marsai Martin, Mckenna Grace, Julianne Moore, Andre Braugher, Walton Goggins                                                                         |
| 8.    | Valaki a túloldalon                      | Andra sidan                      | Magnet Releasing         | Tord Danielsson, Oskar Mellander     | Jakob Fahlstedt, Jakob Fahlstedt, Janna Granström, Dilan Gwyn, Karin Holmberg, Troy James |
| 15.   | Becsúszó szerelem                        | –                                | Vertigo Média            | Nagy Viktor Oszkár                   | Ötvös András, Gombó Viola Lotti, Thuróczy Szabolcs, Stefanovics Angéla, Piller Ádám László |
| 15.   | Diana esküvője                           | Dianas bryllup                   | Maipo Film               | Charlotte Blom                       | Marie Blokhus, Pål Sverre Hagen, Jannike Kruse, Olav Waastad, Ine Marie Wilmann |
| 15.   | Kedves kém                               | The Mole Agent                   | Tribeca Film Institute   | Maite Alberdi                        | Sergio Chamy, Romulus Aitken, Marta Olivares, Berta Ureta, Zoila Gonzalez, Petronila Abarca, Rubira Olivares                                                                                        |
| 15.   | Space Jam: Új kezdet                     | Space Jam: A New Legacy          | Warner Bros.             | Malcolm D. Lee                       | LeBron James, Don Cheadle, Sonequa Martin-Green, Khris Davis, Cedric Joe, Jeff Bergman, Zendaya, Eric Bauza, Jim Cummings                                                                           |
| 15.   | Tolvajok társasága                       | The Misfits                      | The Avenue Entertainment | Renny Harlin                         | Pierce Brosnan, Rami Jaber, Hermione Corfield, Jamie Chung, Mike d Angelo, Tim Róth, Nick Cannon |
| 15.   | Szerelmek, esküvők és egyéb katasztrófák | Love, Weddings & Other Disasters | Saban Films              | Dennis Dugan                         | Diane Keaton, Jeremy Irons, Maggie Grace, Diego Boneta, Andrew Bachelor |
| 22.   | Croodék: Egy új kor                      | The Croods: A New Age            | Universal Pictures       | Joel Crawford                        | Nicolas Cage, Emma Stone, Ryan Reynolds, Catherine Keener, Clark Duke, Cloris Leachman, Peter Dinklage, Leslie Mann, Kelly Marie Tran                                                               |
| 22.   | Gerhard Richter, a festő                 | Gerhard Richter - Painting       | Zero One Film            | Corinna Belz                         | Gerhard Richter, Norbert Arns, Jella Haase, Hubert Becker, Sabine Moritz-Richter, Konstanze Ell |
| 22.   | Halálos kitérő: Az örökség               | Wrong Turn                       | Saban Films              | Mike P. Nelson                       | Charlotte Vega, Adain Bradley, Bill Sage, Emma Dumont, Dylan McTee, Daisy Head, Matthew Modine |
| 22.   | Kígyószem: G.I. Joe – A kezdetek         | Snake Eyes: G.I. Joe Origins     | Paramount Pictures       | Robert Schwentke                     | Henry Golding, Andrew Koji, Úrsula Corberó, Samara Weaving, Haruka Abe, Takehiro Hira, Iko Uwais |
| 22.   | Jeges pokol                              | The Ice Road                     | Netflix                  | Jonathan Hensleigh                   | Liam Neeson, Benjamin Walker, Amber Midthunder, Marcus Thomas, Holt McCallany, Martin Sensmeier, Matt McCoy, Matt Salinger, Laurence Fishburne                                                      |
| 29.   | A hercegnő és a hét törpe                | Red Shoes and the Seven Dwarfs   | Lionsgate                | Sung-ho Hong                         | Chloë Grace Moretz, Sam Claflin, Gina Gershon, Patrick Warburton, Jim Rash |
| 29.   | A szerelem röviden                       | Long Story Short                 | StudioCanal              | Josh Lawson                          | Rafe Spall, Zahra Newman, Josh Lawson, Ronny Chieng, Dena Kaplan, Noni Hazlehurst |
| 29.   | DAU. Natasa                              | DAU. Natasha                     | Phenomen Films           | Ilya Khrzhanovsky, Jekaterina Oertel | Natalia Berezhnaya, Olga Shkabarnya, Vladimir Azhippo, Alexei Blinov |
| 29.   | Dzsungeltúra                             | Jungle Cruise                    | Walt Disney Pictures     | Jaume Collet-Serra                   | Dwayne Johnson, Emily Blunt, Édgar Ramírez, Jack Whitehall, Jesse Plemons, Paul Giamatti, Andy Nyman                                                                                                |
| 29.   | Gonosz csoda                             | The Unholy                       | Sony Pictures Releasing  | Evan Spiliotopoulos                  | Jeffrey Dean Morgan, Katie Aselton, William Sadler, Diogo Morgado, Cricket Brown, Cary Elwes |
| 29.   | Idő                                      | Old                              | Universal Pictures       | M. Night Shyamalan                   | Gael García Bernal, Vicky Krieps, Rufus Sewell, Ken Leung, Nikki Amuka-Bird, Abbey Lee, Aaron Pierre, Alex Wolff, Embeth Davidtz, Eliza Scanlen, Emun Elliott, Kathleen Chalfant, Thomasin McKenzie |

### Augusztus
| Dátum | Magyar cím                                     | Eredeti cím                          | Filmstúdió              | Rendező                           | Főszereplők |
| ----- | ---------------------------------------------- | ------------------------------------ | ----------------------- | --------------------------------- | --- |
| 4.    | Blackpink: A film                              | Blackpink: The Movie                 | YG Entertainment        | Su Yee Jung, Oh Yoon-Dong         | Blackpink |
| 5.    | Démoni                                         | Demonic                              | IFC Midnight            | Neill Blomkamp                    | Carly Pope, Chris William Martin, Michael J. Rogers, Nathalie Boltt, Terry Chen                                                                                       |
| 5.    | Flamik                                         | Extinct                              | Sony Pictures Releasing | David Silverman, Raymond S. Persi | Adam DeVine, Rachel Bloom, Zazie Beetz, Ken Jeong |
| 5.    | The Suicide Squad – Az öngyilkos osztag        | The Suicide Squad                    | Warner Bros. Pictures   | James Gunn                        | Margot Robbie, Idris Elba, John Cena, Joel Kinnaman, Sylvester Stallone, Viola Davis, Jai Courtney, Peter Capaldi                                                     |
| 12.   | A beszéd                                       | Le discours                          | Le Pacte                | Laurent Tirard                    | Benjamin Lavernhe, Sara Giraudeau, Julia Piaton, Kyan Khojandi, Le Pacte                                                                                              |
| 12.   | A kuflik és az akármi – Ebből még bármi lehet! | –                                    | KEDD Animációs Stúdió   | Jurik Kristóf                     | Scherer Péter (mesélő) |
| 12.   | Bárány                                         | Lamb                                 | A24                     | Valdimar Jóhannsson               | Noomi Rapace, Hilmir Snaer Gudnason, Björn Hlynur Haraldsson |
| 12.   | Free Guy                                       | Free Guy                             | 20th Century Studios    | Shawn Levy                        | Ryan Reynolds, Jodie Comer, Joe Keery, Lil Rel Howery, Utkarsh Ambudkar, Taika Waititi                                                                                |
| 12.   | Respect                                        | Respect                              | Metro-Goldwyn-Mayer     | Liesl Tommy                       | Jennifer Hudson, Forest Whitaker, Marlon Wayans, Audra McDonald, Marc Maron, Tituss Burgess, Saycon Sengbloh, Hailey Kilgore, Tate Donovan, Mary J. Blige             |
| 12.   | Végtelen útvesztő 2. – Bajnokok csatája        | Escape Room: Tournament of Champions | Columbia Pictures       | Adam Robitel                      | Taylor Russell, Logan Miller, Indya Moore, Holland Roden, Thomas Cocquerel                                                                                            |
| 12.   | Örökkön örökké                                 | Hallo Again                          | Warner Bros. Pictures   | Maggie Peren                      | Edin Hasanovic, Samuel Schneider, Tim Oliver Schultz, Alicia von Rittberg, Emilia Schüle                                                                              |
| 19.   | Így vagy tökéletes                             | –                                    | InterCom                | Varsics Péter                     | Fekete Ernő, Trokán Nóra, Béres Márta, Hais Dorottya, Lengyel Tamás                                                                                                   |
| 19.   | Lőpor turmix                                   | Gunpowder Milkshake                  | StudioCanal             | Navot Papushado                   | Karen Gillan, Lena Headey, Carla Gugino, Chloe Coleman, Michelle Yeoh, Angela Bassett, Paul Giamatti                                                                  |
| 19.   | A Mancs őrjárat: A film                        | Paw Patrol: The Movie                | Paramount Pictures      | Cal Brunker                       | Iain Armitage, Marsai Martin, Yara Shahidi, Kim Kardashian, Randall Park, Dax Shepard, Jimmy Kimmel, Will Brisbin                                                     |
| 19.   | Új múlt                                        | Reminiscence                         | Warner Bros. Pictures   | Lisa Joy                          | Hugh Jackman, Rebecca Ferguson, Thandiwe Newton, Cliff Curtis, Marina de Tavira, Daniel Wu, Mojean Aria, Brett Cullen, Natalie Martinez, Angela Sarafyan, Nico Parker |
| 26.   | A rózsák királynője                            | La fine fleur                        | Diaphana Films          | Pierre Pinaud                     | Catherine Frot, Olivia Côte, Rukkmini Ghosh |
| 26.   | A Jönsson banda                                | Se upp för Jönssonligan              | SF Studios              | Tomas Alfredson                   | Henrik Dorsin, Anders Johansson, David Sundin |
| 26.   | Amíg tart a nyár                               | Babyteeth                            | Universal Pictures      | Shannon Murphy                    | Eliza Scanlen, Toby Wallace, Emily Barclay, Eugene Gilfedder, Essie Davis, Ben Mendelsohn                                                                             |
| 26.   | Bébi úr: Családi ügy                           | The Boss Baby: Family Business       | Universal Pictures      | Tom McGrath                       | Alec Baldwin, James Marsden, Amy Sedaris, Ariana Greenblatt, Jeff Goldblum, Eva Longoria, Jimmy Kimmel, Lisa Kudrow                                                   |
| 26.   | Kampókéz                                       | Candyman                             | Metro-Goldwyn-Mayer     | Nia DaCosta                       | Yahya Abdul-Mateen II, Teyonah Parris, Nathan Stewart-Jarrett, Colman Domingo                                                                                         |
| 26.   | Notting Hill-i cukrászda                       | Love Sarah                           | Parkland Entertainment  | Eliza Schroeder                   | Candice Brown, Shelley Conn, Shannon Tarbet, Celia Imrie, Margherita Barbieri                                                                                         |
| 26.   | Mentés másképp                                 | –                                    | Rózsa Produktum         | Rózsa Gábor                       | Sándor Péter, Virsinszki Zoltán, Dézsi Darinka, Trokán Péter, Tóth Krisztina                                                                                          |
| 26.   | Raffaello, a csodagyerek                       | Raffaello - Il giovane prodigio      | –                       | Massimo Ferrari                   | Valeria Golino (narrátor) |

### Szeptember
| Dátum | Magyar cím                          | Eredeti cím                                 | Filmstúdió                          | Rendező                                                                                  | Főszereplők |
| ----- | ----------------------------------- | ------------------------------------------- | ----------------------------------- | ---------------------------------------------------------------------------------------- | --- |
| 2.    | Eleven kór                          | Malignant                                   | Warner Bros. Pictures               | James Wan                                                                                | Annabelle Wallis, Maddie Hasson, George Young, Michole Briana White                                                                     |
| 2.    | Shang-Chi és a tíz gyűrű legendája  | Shang-Chi and the Legend of the Ten Rings   | Walt Disney Studios Motion Pictures | Destin Daniel Cretton                                                                    | Simu Liu, Awkwafina, Mengʼer Zhang, Fala Chen, Florian Munteanu, Benedict Wong, Michelle Yeoh, Tony Leung                               |
| 2.    | Toxikoma                            | –                                           | Vertigo Média Kft.                  | Herendi Gábor                                                                            | Molnár Áron, Bányai Kelemen Barna, Török-Illyés Orsolya, Sodró Eliza, Rainer-Micsinyei Nóra, Mészáros Piroska, Gáspár Tibor, Mezei Léda |
| 2.    | Történetek a karanténból            | Diarios de la cuarentena                    | Morena Films                        | Fernando Colomo, Álvaro Fernández Armero, David Marqués, Miguel Bardem, Juan Diego Botto | Carlos Bardem, Luis Tosar, Manuel Vasco, Isco Alarcón, Alberto Ammann                                                                   |
| 9.    | Mamahotel                           | Chacun chez soi                             | StudioCanal                         | Michèle Laroque                                                                          | Michèle Laroque, Stéphane De Groodt, Alice de Lencquesaing, Olivier Rosemberg, Laurence Bibot                                           |
| 9.    | 30 nap maximum                      | 30 jours max                                | Studiocanal                         | Tarek Boudali                                                                            | Tarek Boudali, Philippe Lacheau, Vanessa Guide, Julien Arruti, José Garcia                                                              |
| 9.    | Hasadék                             | –                                           | Budapest Film                       | Krasznahorkai Balázs                                                                     | Babai Dénes, Bodolai Balázs, Dombi Kati, Kovács Lajos, Lovas Rozi, Molnár Levente                                                       |
| 9.    | Miután elbuktunk                    | After We Fell                               | Constantin Film                     | Castille Landon                                                                          | Josephine Langford, Hero Fiennes Tiffin, Louise Lombard, Kiana Madeira, Arielle Kebbel                                                  |
| 9.    | Szupernóva                          | Supernova                                   | StudioCanal                         | Harry Macqueen                                                                           | Colin Firth, Stanley Tucci, Pippa Haywood, Peter MacQueen, James Dreyfus                                                                |
| 9.    | Szent Ignác útja – Camino Ignaciano | –                                           | Cameofilm Studio Kft.               | Tolvaly Ferenc                                                                           | – |
| 16.   | A legjobb dolgokon bőgni kell       | –                                           | Laokoon Filmgroup                   | Cristina Grosan                                                                          | Rainer-Micsinyei Nóra, Bányai Kelemen Barna, Lőrinc Katalin, Hernádi Judit, Huzella Júlia                                               |
| 16.   | Kedves elvtársak!                   | Дорогие товарищи!                           | Andrei Konchalovsky Studios         | Andrej Koncsalovszkij                                                                    | Julia Vysotskaya, Sergei Erlish, Yuliya Burova, Vladislav Komarov, Andrey Gusev                                                         |
| 16.   | A védenc                            | The Protégé                                 | Lionsgate                           | Martin Campbell                                                                          | Maggie Q, Samuel L. Jackson, Michael Keaton, Robert Patrick, Patrick Malahide                                                           |
| 16.   | Kuponkirálynők                      | Queenpins                                   | STXfilms                            | Aron Gaudet, Gita Pullapilly                                                             | Kristen Bell, Kirby Howell-Baptiste, Paul Walter Hauser, Bebe Rexha, Vince Vaughn                                                       |
| 16.   | Csapda a neten                      | V síti                                      | Aerofilms                           | Barbora Chalupová, Vít Klusák                                                            | Tereza Těžká, Anežka Pithartová, Sabina Dlouhá, Vít Klusák                                                                              |
| 16.   | Természetes fény                    | –                                           | Vertigo Média Kft.                  | Nagy Dénes                                                                               | Szabó Ferenc, Bajkó László, Franczia Gyula, Garbacz Tamás, Stuhl Ernő                                                                   |
| 16.   | Normális világ                      | Un mundo normal                             | DeAPlaneta                          | Achero Mañas                                                                             | Ernesto Alterio, Gala Amyach, Ruth Díaz, Pau Durà, Magüi Mira                                                                           |
| 23.   | Álomnagyi 2.                        | C'est quoi ce papy?!                        | M6 Films                            | Gabriel Julien-Laferrière                                                                | Chantal Ladesou, Patrick Chesnais, Julie Gayet, Thierry Neuvic, Nino Kirtadzé                                                           |
| 23.   | ʼ85 Nyara                           | Été 85                                      | Canal+                              | François Ozon                                                                            | Félix Lefebvre, Benjamin Voisin, Philippine Velge, Valeria Bruni Tedeschi, Melvil Poupaud, Isabelle Nanty                               |
| 23.   | A feleségem története               | –                                           | Mozinet                             | Enyedi Ildikó                                                                            | Léa Seydoux, Gijs Naber, Louis Garrel, Jasmine Trinca, Sergio Rubini, Hajduk Károly, Rujder Vivien, Mácsai Pál                          |
| 23.   | Éjszaka a házban                    | The Night House                             | Searchlight Pictures                | David Bruckner                                                                           | Rebecca Hall, Sarah Goldberg, Evan Jonigkeit, Stacy Martin, Vondie Curtis-Hall                                                          |
| 23.   | Irány a bárka! 2.                   | Ooops! 2 - Back in the Deep End             | Walt Disney Animation Studios       | Toby Genkel, Sean McCormack                                                              | Max Carolan, Dermot Magennis, Ava Connolly, Tara Flynn, Mary Murray                                                                     |
| 23.   | Oasis Knebworth 1996                | Oasis Knebworth 1996                        | –                                   | Jake Scott                                                                               | Liam Gallagher, Noel Gallagher, Alan White, Paul McGuigan                                                                               |
| 23.   | Soha többé nem fog havazni          | Sniegu juz nigdy nie bedzie                 | Bayerischer Rundfunk                | Małgorzata Szumowska, Michał Englert                                                     | Alec Utgoff, Maja Ostaszewska, Agata Kulesza, Weronika Rosati, Katarzyna Figura, Łukasz Simlat, Andrzej Chyra, Krzysztof Czeczot        |
| 23.   | Volt egyszer egy képregény          | –                                           | Vertigo Média Kft.                  | Gábor Bence                                                                              | – |
| 23.   | Tantrum                             | –                                           | Vertigo Média Kft.                  | Nagy Borús Levente                                                                       | Nagy Zsolt, Leila Ben Salem |
| 30.   | Nincs idő meghalni                  | No Time to Die                              | Universal Pictures                  | Cary Joji Fukunaga                                                                       | Daniel Craig, Rami Malek, Léa Seydoux, Lashana Lynch, Ben Whishaw, Naomie Harris, Jeffrey Wright, Christoph Waltz, Ralph Fiennes        |
| 30.   | Külön falka                         | –                                           | Mozinet                             | Kis Hajni                                                                                | Dietz Gusztáv, Horváth Zorka, Andai Katalin, Derzsi Réka, Galkó Balázs, Haffner Anikó, Honti György, Hrisztov Toma                      |
| 30.   | Csapdában                           | Shorta                                      | Toolbox Film                        | Anders Ølholm, Frederik Louis Hviid                                                      | Jakob Lohmann, Özlem Saglanmak, Simon Sears, Arian Kashef, Tarek Zayat, Issa Khattab                                                    |
| 30.   | Sütimanók – Ide süss!               | Die Heinzels – Rückkehr der Heinzelmännchen | Akkord Film Produktion GmbH         | Ute von Münchow-Pohl                                                                     | Jella Haase, Louis Hofmann, Leon Seidel, Detlef Bierstedt, Elke Heidenreich                                                             |

### Október
| Dátum | Magyar cím                                   | Eredeti cím                    | Filmstúdió               | Rendező                         | Főszereplők |
| ----- | -------------------------------------------- | ------------------------------ | ------------------------ | ------------------------------- | --- |
| 6.    | Traumáinkon innen és túl                     | –                              | Becsengetünk Produkció   | Skrabski Fruzsina               | Böjte Csaba, Tóth Zsé Ferenc, Bagi Iván, Szabó Borbála, Danó Éva, Dunai Attila |
| 7.    | A szakadár                                   | The Dissident                  | Briarcliff Entertainment | Bryan Fogel                     | – |
| 7.    | Addams Family 2.                             | The Addams Family 2            | Universal Pictures       | Greg Tiernan, Conrad Vernon     | Oscar Isaac, Charlize Theron, Chloë Grace Moretz, Nick Kroll, Javon Walton, Snoop Dogg, Bette Midler, Bill Hader |
| 7.    | Eltörölni Frankot                            | –                              | Mozinet                  | Fabricius Gábor                 | Fuchs Benjámin, Waskovics Andrea, Blénesi Kincső, Bánsági Ildikó, Frenák Pál, Lénárt István, Ladányi Andrea, Székely B. Miklós                                                                                           |
| 7.    | Mogyoróvaj Sólyom                            | The Peanut Butter Falcon       | Roadside Attractions     | Tyler Nilson, Michael Schwartz  | Shia LaBeouf, Zack Gottsagen, Dakota Johnson, Bruce Dern, Jon Bernthal, Thomas Haden Church |
| 7.    | Szenvedélyes szomszédok                      | Sentimental                    | Cirko Film               | Cesc Gay                        | Belén Cuesta, Javier Cámara, Alberto San Juan, Griselda Siciliani |
| 14.   | Gombos Jim és a Rettegett 13                 | Jim Knopf und die Wilde 13     | Warner Bros. Pictures    | Dennis Gansel                   | Solomon Gordon, Henning Baum, Annette Frier, Christoph Maria Herbst, Uwe Ochsenknecht |
| 14.   | A-ha: A film                                 | A-ha: The Movie                | Kinescope Film           | Thomas Robsahm, Aslaug Holm     | A-ha |
| 14.   | Az utolsó párbaj                             | The Last Duel                  | 20th Century Studios     | Ridley Scott                    | Matt Damon, Adam Driver, Jodie Comer, Ben Affleck, Harriet Walter |
| 14.   | Venom 2. – Vérontó                           | Venom: Let There Be Carnage    | Sony Pictures Releasing  | Andy Serkis                     | Tom Hardy, Michelle Williams, Naomie Harris, Reid Scott, Stephen Graham, Woody Harrelson |
| 21.   | Ainbo – A dzsungel hercegnője                | AINBO: Spirit of the Amazon    | Cinema Management Group  | José Zelada, Richard Claus      | Lola Raie, Rene Mujica, Naomi Serrano, Alejandra Gollas, Bernardo De Paula, Joe Hernandez, Thom Hoffmann, Dino Andrade, Yeni Álvarez, Susana Ballesteros, Gerardo Prat, Rico Sola                                        |
| 21.   | Bachmann tanár úr és az osztálya             | Herr Bachmann und seine Klasse | Grandfilm                | Maria Speth                     | Dieter Bachmann, Aynur Bal, Önder Cavdar |
| 21.   | Dűne                                         | Dune                           | Warner Bros. Pictures    | Denis Villeneuve                | Timothée Chalamet, Rebecca Ferguson, Oscar Isaac, Josh Brolin, Stellan Skarsgård, Dave Bautista, Stephen McKinley Henderson, Zendaya, Csang Csen, Sharon Duncan-Brewster, Charlotte Rampling, Jason Momoa, Javier Bardem |
| 21.   | Elk*rtuk                                     | –                              | Megafilm Kft.            | Keith English                   | Bánovits Vivianne, Mózes András, Trill Zsolt, Őze Áron, Zayzon Zsolt |
| 21.   | Gyilkos Halloween                            | Halloween Kills                | Universal Pictures       | David Gordon Green              | Jamie Lee Curtis, Judy Greer, Andi Matichak, Will Patton, Thomas Mann, Anthony Michael Hall |
| 21.   | Hibás Ron                                    | Ron's Gone Wrong               | 20th Century Studios     | Jean-Philippe Vine, Sarah Smith | Zach Galifianakis, Jack Dylan Grazer, Olivia Colman, Ed Helms, Justice Smith, Rob Delaney, Kylie Cantrall, Ricardo Hurtado, Marcus Scribner, Thomas Barbusca                                                             |
| 21.   | El akartam rejtőzni                          | Volevo nascondermi             | 01 Distribution          | Giorgio Diritti                 | Elio Germano, Pietro Traldi, Orietta Notari, Andrea Gherpelli, Denis Campitelli |
| 21.   | A művészet templomai: Pompeji, a bűnös város | Pappi Corsicato                | Limelight Distribution   | Pappi Corsicato                 | – |
| 28.   | A farkas és az oroszlán                      | Le loup et le lion             | StudioCanal              | Gilles de Maistre               | Graham Greene, Charlie Carrick, Mylène Dinh-Robic, Molly Kunz, Evan Buliung |
| 28.   | A Francia Kiadás                             | The French Dispatch            | Searchlight Pictures     | Wes Anderson                    | Saoirse Ronan, Benicio del Toro, Adrien Brody, Tilda Swinton, Léa Seydoux, Frances McDormand, Timothée Chalamet, Lyna Khoudri, Jeffrey Wright, Mathieu Amalric, Stephen Park, Bill Murray, Owen Wilson                   |
| 28.   | Az igazság bajnokai                          | Retfærdighedens ryttere        | Nordisk Film             | Anders Thomas Jensen            | Mads Mikkelsen, Nikolaj Lie Kaas, Andrea Heick Gadeberg, Lars Brygmann, Nicolas Bro |
| 28.   | Egy tolvaj lánya                             | La hija de un ladrón           | BTEAM Pictures           | Belén Funes                     | Greta Fernández, Eduard Fernández, Àlex Monner, Tomás Martín, Adela Silvestre |
| 28.   | Hableány                                     | Undine                         | Les Films du losange     | Christian Petzold               | Paula Beer, Franz Rogowski, Jacob Matschenz, Maryam Zaree, Julia Franz Richter |
| 28.   | Post Mortem                                  | –                              | InterCom Zrt.            | Bergendy Péter                  | Klem Viktor, Hais Fruzsina, Schell Judit, Ladányi Andrea, Anger Zsolt, Reviczky Gábor, Hámori Gabriella, Balogh András                                                                                                   |
| 28.   | Éjjeli őrjárat                               | –                              | Matrix Film Kft.         | Demian József                   | Ilinca Harnut, Manuela Hărăbor, Ada Condeescu, Simona Bondoc, Michaela Prosan, Judith State, Sara Budrala, Mátray László                                                                                                 |
| 28.   | Titán                                        | Titane                         | Diaphana Distribution    | Julia Ducournau                 | Agathe Rousselle, Vincent Lindon, Garance Marillier, Laïs Salameh, Myriem Akheddiou |

### November
| Dátum | Magyar cím                                     | Eredeti cím                         | Filmstúdió                          | Rendező                   | Főszereplők |
| ----- | ---------------------------------------------- | ----------------------------------- | ----------------------------------- | ------------------------- | --- |
| 4.    | Magyar Passió                                  | –                                   | Filmart Studio Ltd.                 | Eperjes Károly            | Telekes Péter, Eperjes Károly, Gál Tamás |
| 4.    | Örökkévalók                                    | Eternals                            | Walt Disney Studios Motion Pictures | Chloé Zhao                | Gemma Chan, Richard Madden, Kumail Nanjiani, Lia McHugh, Brian Tyree Henry, Lauren Ridloff, Barry Keoghan, Ma Dongszok, Harish Patel, Kit Harington, Salma Hayek, Angelina Jolie |
| 4.    | Saját lifttel a pokolba                        | Nebenan                             | Warner Bros. Pictures               | Daniel Brühl              | Daniel Brühl, Peter Kurth, Rike Eckermann, Aenne Schwarz, Gode Benedix, Vicky Krieps, Mex Schlüpfer, Stefan Scheumann                                                            |
| 4.    | Tina                                           | Tina                                | Altitude Film Distribution          | Dan Lindsay, T. J. Martin | Tina Turner |
| 4.    | Utolsó éjszaka a Sohóban                       | Last Night in Soho                  | Universal Pictures                  | Edgar Wright              | Thomasin McKenzie, Anya Taylor-Joy, Matt Smith, Terence Stamp, Michael Ajao |
| 4.    | Vadlovak – Hortobágyi mese                     | –                                   | Mozinet                             | Török Zoltán              | Pokorny Lia (narrátor) |
| 11.   | A boldogság íze                                | Smagen af sult                      | Zentropa                            | Christoffer Boe           | Katrine Greis-Rosenthal, Nikolaj Coster-Waldau, Flora Augusta, Charlie Gustafsson, August Vinkel                                                                                 |
| 11.   | A Budapest-művelet                             | Operazione Budapest                 | Gika Productions Srl                | Gilberto Martinelli       | |
| 11.   | Spencer                                        | Spencer                             | STX Entertainment                   | Pablo Larraín             | Kristen Stewart, Timothy Spall, Jack Farthing, Sean Harris, Sally Hawkins |
| 11.   | Túl jó srác a pasim                            | Sul più bello                       | Eagle Pictures                      | Alice Filippi             | Giuseppe Maggio, Ludovica Francesconi, Eleonora Gaggero, Gaja Masciale, Jozef Gjura, Woody Harrelson                                                                             |
| 18.   | Richard király                                 | King Richard                        | Warner Bros. Pictures               | Reinaldo Marcus Green     | Will Smith, Aunjanue Ellis, Saniyya Sidney, Demi Singleton, Tony Goldwyn, Jon Bernthal                                                                                           |
| 18.   | Aline – A szerelem hangja                      | Aline                               | Gaumont Distribution                | Valérie Lemercier         | Valérie Lemercier, Danielle Fichaud, Roc Lafortune, Antoine Vézina, Sylvain Marcell                                                                                              |
| 18.   | A művészet templomai: Botticelli és a Mediciek | Botticelli, Florence And The Medici | –                                   | Marco Pianigiani          | Stephen Mangan (narrátor) |
| 18.   | Könyvesbolt Párizsban                          | Il materiale emotivo                | Rai Cinema                          | Sergio Castellitto        | Matilda De Angelis, Sergio Castellitto, Matilda De Angelis, Bérénice Bejo, Nassim Lyes, Clementino                                                                               |
| 18.   | Rejtély a Riviérán                             | Mystère à Saint-Tropez              | Studio Canal                        | Nicolas Benamou           | Christian Clavier, Gérard Depardieu, Benoît Poelvoorde, Thierry Lhermitte, Virginie Hocq                                                                                         |
| 18.   | Sabaya                                         | Sabaya                              | Ginestra Film                       | Hogir Hirori              | – |
| 18.   | Szellemirtók – Az örökség                      | Ghostbusters: Afterlife             | Sony Pictures Releasing             | Jason Reitman             | Carrie Coon, Finn Wolfhard, Mckenna Grace, Paul Rudd, Logan Kim |
| 25.   | A Gucci-ház                                    | House of Gucci                      | Universal Pictures                  | Ridley Scott              | Lady Gaga, Adam Driver, Jared Leto, Jeremy Irons, Salma Hayek, Al Pacino |
| 25.   | Encanto                                        | Encanto                             | Walt Disney Studios Motion Pictures | Byron Howard, Jared Bush  | Stephanie Beatriz, John Leguizamo, María Cecilia Botero, Diane Guerrero, Jessica Darrow, Angie Cepeda, Wilmer Valderrama                                                         |
| 25.   | Evolúció                                       | –                                   | Mozinet                             | Mundruczó Kornél          | Padmé Hamdemir, Láng Annamária, Monori Lili, Goya Rego |
| 25.   | Jean Seberg minden rezdülése                   | Seberg                              | Universal Pictures                  | Benedict Andrews          | Kristen Stewart, Jack O’Connell, Margaret Qualley, Zazie Beetz, Vince Vaughn, Anthony Mackie                                                                                     |
| 25.   | Nagykarácsony                                  | –                                   | InterCom Zrt.                       | Tiszeker Dániel           | Ötvös András, Zsigmond Emőke, Scherer Péter, Pokorny Lia, Rujder Vivien |

### December
| Dátum | Magyar cím                             | Eredeti cím                                             | Filmstúdió               | Rendező                                          | Főszereplők |
| ----- | -------------------------------------- | ------------------------------------------------------- | ------------------------ | ------------------------------------------------ | --- |
| 2.    | Az oltalmazó                           | The Marksman                                            | Briarcliff Entertainment | Robert Lorenz                                    | Liam Neeson, Katheryn Winnick, Juan Pablo Raba, Teresa Ruiz, Jacob Perez |
| 2.    | Énekelj! 2.                            | Sing 2                                                  | Universal Pictures       | Garth Jennings                                   | Matthew McConaughey, Reese Witherspoon, Scarlett Johansson, Taron Egerton, Tori Kelly, Nick Kroll, Bobby Cannavale, Halsey, Pharrell Williams, Nick Offerman, Letitia Wright, Eric André, Chelsea Peretti, Bono |
| 2.    | Rifkin fesztiválja                     | Rifkin's Festival                                       | Mediapro                 | Woody Allen                                      | Elena Anaya, Louis Garrel, Gina Gershon, Sergi López, Wallace Shawn, Christoph Waltz |
| 2.    | Rocky IV. – Rendezői változat          | Rocky IV: Rocky Vs. Drago – The Ultimate Director's Cut | Metro-Goldwyn-Mayer      | Sylvester Stallone                               | Sylvester Stallone, Talia Shire, Burt Young, Carl Weathers, Brigitte Nielsen, Dolph Lundgren |
| 8.    | Gorillaz – Song Machine Live From Kong | Gorillaz - Song Machine Live From Kong                  | Tornasol Films           | Damon Albarn, Jamie Hewlett, Nicolas Jack Davies | Gorillaz |
| 9.    | A Goya gyilkosságok                    | El asesino de los caprichos                             | Tornasol Films           | Gerardo Herrero                                  | Maribel Verdú, Aura Garrido, Daniel Grao, Antonio Velázquez, Roberto Álamo, Tamar Novas, Ruth Gábriel, Ginés García Millán                                                                                      |
| 9.    | El a kezekkel a Papámtól!              | –                                                       | InterCom Zrt.            | Dobó Kata, Gulyás Buda                           | Marczinka Bori, Csobot Adél, Bokor Barna, Elek Ferenc, Gubás Gabi |
| 9.    | Monsta X: Az álmodozás                 | Monsta X: The Dreaming                                  | CJ Entertainment         | Sung Sin-Hyo, Oh Yoon-Dong                       | Monsta X |
| 9.    | West Side Story                        | West Side Story                                         | 20th Century Studios     | Steven Spielberg                                 | Ansel Elgort, Ariana DeBose, David Alvarez, Mike Faist, Rita Moreno, Rachel Zegler |
| 16.   | Buena Vista Social Club: Adios         | Buena Vista Social Club: Adios                          | Broad Green Pictures     | Lucy Walker                                      | Omara Portuondo, Jesus "Aguaje" Ramos, Manuel "Guajiro" Mirabal, Barbarito Torres, Guajirito Mirabal, Eliades Ochoa                                                                                             |
| 16.   | Legjobb tudomásom szerint              | –                                                       | Budapest Film            | Lőrincz Nándor, Nagy Bálint                      | Bodolai Balázs, Hámori Gabriella, Menszátor Héresz Attila, Fenyő Iván, Szőcs Artúr |
| 16.   | Pókember: Nincs hazaút                 | Spider-Man: No Way Home                                 | Sony Pictures Releasing  | Jon Watts                                        | Tom Holland, Zendaya, Benedict Cumberbatch, Jacob Batalon, Jon Favreau, Marisa Tomei, J. B. Smoove, Benedict Wong, Willem Dafoe, Alfred Molina, Thomas Haden Church, Rhys Ifans, Jamie Foxx                     |
| 16.   | Salvador Dalí ifjúkora                 | Salvador Dalí. Diarios de Juventud. 1904-1929           | –                        | David Pujol                                      | – |
| 16.   | Én és a sárkányom                      | Dragevokteren                                           | Xenon Pictures           | Katarina Launing                                 | Isha Zainab Khan, Iver Aunbu Sandemose, Kyrre Haugen Sydness, Anders Baasmo Christiansen, Solveig Kloppen |
| 23.   | Karácsonyi mese                        | Sagan om Karl-Bertil Jonssons julafton                  | SF Studios               | Hannes Holm                                      | Jonas Karlsson, Simon Larsson, Jennie Silfverhjelm, Josephine Bauer, Filip Berg |
| 23.   | Az örökbeadás                          | Nowhere Special                                         | RAI Cinema               | Uberto Pasolini                                  | James Norton, Daniel Lamont, Chris Corrigan, Valene Kane, Louise Matthews |
| 23.   | Clifford, a nagy piros kutya           | Clifford the Big Red Dog                                | Paramount Pictures       | Walt Becker                                      | Jack Whitehall, Darby Camp, Tony Hale, Sienna Guillory, David Alan Grier, Russell Wong, Kenan Thompson, John Cleese                                                                                             |
| 23.   | King’s Man: A kezdetek                 | The King's Man                                          | 20th Century Studios     | Matthew Vaughn                                   | Ralph Fiennes, Gemma Arterton, Rhys Ifans, Matthew Goode, Tom Hollander, Harris Dickinson, Daniel Brühl, Djimon Hounsou, Charles Dance                                                                          |
| 23.   | Mátrix: Feltámadások                   | The Matrix Resurrections                                | Warner Bros. Pictures    | Lana Wachowski                                   | Keanu Reeves, Carrie-Anne Moss, Yahya Abdul-Mateen II, Jessica Henwick, Jonathan Groff, Neil Patrick Harris, Prijanka Csopra, Jada Pinkett Smith                                                                |
| 23.   | Mese a barátságról                     | Le bonheur des uns...                                   | Cinéfrance               | Daniel Cohen                                     | Bérénice Bejo, Vincent Cassel, Florence Foresti, François Damiens, Daniel Cohen |
| 30.   | Családi testcsere                      | Le sens de la famille                                   | Karé Productions         | Jean-Patrick Benes                               | Franck Dubosc, Alexandra Lamy, Christiane Millet, Artus, Jackie Berroyer |
| 30.   | Annette                                | Annette                                                 | Leos Carax               | UGC Distribution                                 | Adam Driver, Marion Cotillard, Simon Helberg, Devyn McDowell, Angèle |
| 30.   | Én vagyok a te embered                 | Ich bin dein Mensch                                     | Majestic Filmverleih     | Maria Schrader                                   | Maren Eggert, Dan Stevens, Sandra Hüller, Hans Löw, Wolfgang Hübsch, Annika Meier, Falilou Seck, Jürgen Tarrach, Henriette Richter-Röhl, Monika Oschek                                                          |
| 30.   | Hajtóvadászat                          | Marco effekten                                          | Nordisk Film Production  | Martin Zandvliet                                 | Ulrich Thomsen, Zaki Youssef, Sofie Torp, Anders Matthesen, Lobus Olàh |

## Moziban nem játszott filmek
| Dátum          | Magyar cím                       | Eredeti cím                            | Rendező            | Főszereplők |
| -------------- | -------------------------------- | -------------------------------------- | ------------------ | --- |
| január 14.     | Karantén meló                    | Locked Down                            | Doug Liman         | Anne Hathaway, Chiwetel Ejiofor, Stephen Merchant, Mindy Kaling, Lucy Boynton, Mark Gatiss, Claes Bang, Ben Stiller, Ben Kingsley                                                     |
| február 5.     | Boldogság                        | Bliss                                  | Mike Cahill        | Owen Wilson, Salma Hayek, Jorge Lendeborg Jr., Nesta Cooper, Ronny Chieng |
| február 12.    | Apró tökélyek térképe            | The Map of Tiny Perfect Things         | Ian Samuels        | Kathryn Newton, Kyle Allen, Jermaine Harris, Anna Mikami, Josh Hamilton |
| március 4.     | SpongyaBob: Spongya szökésben    | The SpongeBob Movie: Sponge on the Run | Tim Hill           | Tom Kenny, Awkwafina, Matt Berry, Clancy Brown, Rodger Bumpass, Snoop Dogg, Bill Fagerbakke, Tiffany Haddish, Carolyn Lawrence, Mr. Lawrence, Keanu Reeves, Danny Trejo, Reggie Watts |
| március 5.     | Amerikába jöttem 2.              | Coming 2 America                       | Craig Brewer       | Eddie Murphy, Arsenio Hall, Jermaine Fowler, Leslie Jones, Tracy Morgan, KiKi Layne, Shari Headley, Teyana Taylor, Wesley Snipes, James Earl Jones                                    |
| március 5.     | Boss Level – Játszd újra         | Boss Level                             | Joe Carnahan       | Frank Grillo, Mel Gibson, Naomi Watts, Annabelle Wallis, Ken Jeong, Will Sasso, Selina Lo, Meadow Williams, Michelle Yeoh                                                             |
| március 13.    | Cherry: Az elveszett ártatlanság | Cherry                                 | Russo testvérek    | Tom Holland, Ciara Bravo, Jack Reynor, Michael Rispoli, Mark Francis, Jeff Wahlberg                                                                                                   |
| március 18.    | Zack Snyder: Az Igazság Ligája   | Zack Snyder's Justice League           | Zack Snyder        | Ben Affleck, Henry Cavill, Amy Adams, Gal Gadot, Ray Fisher, Jason Momoa, Ezra Miller, Amber Heard                                                                                    |
| április 30.    | Bűntudat nélkül                  | Without Remorse                        | Stefano Sollima    | Michael B. Jordan, Jamie Bell, Jodie Turner-Smith, Lauren London, Brett Gelman, Jacob Scipio, Jack Kesy, Colman Domingo, Guy Pearce                                                   |
| május 29.      | Oslo                             | Oslo                                   | Bartlett Sher      | Andrew Scott, Ruth Wilson, Jeff Wilbusch, Sasson Gabai, Dov Glickman |
| június 10.     | Végtelen                         | Infinite                               | Antoine Fuqua      | Mark Wahlberg, Chiwetel Ejiofor, Sophie Cookson, Jason Mantzoukas, Rupert Friend, Toby Jones, Dylan O’Brien                                                                           |
| július 2.      | A holnap háborúja                | The Tomorrow War                       | Chris McKay        | Chris Pratt, Yvonne Strahovski, J. K. Simmons, Betty Gilpin, Sam Richardson, Edwin Hodge                                                                                              |
| július 23.     | Sokk                             | Jolt                                   | Tanya Wexler       | Kate Beckinsale, Bobby Cannavale, Laverne Cox, Stanley Tucci, Jai Courtney |
| szeptember 3.  | Hamupipőke                       | Cinderella                             | Kay Cannon         | Camila Cabello, Idina Menzel, Minnie Driver, Nicholas Galitzine, Billy Porter, Pierce Brosnan                                                                                         |
| szeptember 10. | Máshonnan jöttek                 | Come from Away                         | Christopher Ashley | Petrina Bromley, Jenn Colella, Emily Walton, Jim Walton, Sharon Wheatley, Paul Whitty                                                                                                 |
| szeptember 17. | Mindenki Jamie-ről beszél        | Everybody's Talking About Jamie        | Jonathan Butterell | Max Harwood, Sarah Lancashire, Lauren Patel, Shobna Gulati, Ralph Ineson, Adeel Akhtar, Samuel Bottomley, Sharon Horgan, Richard E. Grant                                             |
| október 1.     | A maffia szentjei                | The Many Saints of Newark              | Alan Taylor        | Alessandro Nivola, Leslie Odom Jr., Jon Bernthal, Corey Stoll, Michael Gandolfini, Billy Magnussen, Michela De Rossi, John Magaro, Ray Liotta, Vera Farmiga                           |
| december 10.   | Az élet Ricardóéknál             | Being the Ricardos                     | Aaron Sorkin       | Nicole Kidman, Javier Bardem, J. K. Simmons, Nina Arianda, Tony Hale, Alia Shawkat, Jake Lacy, Clark Gregg                                                                            |
| december 15.   | Szörnyviadal                     | Rumble                                 | Hamish Grieve      | Will Anett, Geraldine Viswanathan, Terry Crews, Joe "Roman Reigns" Anoa'i, Tony Danza, Becky Lynch, Susan Kelechi Watson, Stephen A. Smith, Jimmy Tatro, Ben Schwartz                 |
| december 17.   | Hattyúdal                        | Swan Song                              | Benjamin Cleary    | Mahershala Ali, Naomie Harris, Awkwafina, Glenn Close, Adam Beach |
| december 25.   | Macbeth tragédiája               | The Tragedy of Macbeth                 | Joel Coen          | Denzel Washington, Frances McDormand, Bertie Carvel, Alex Hassell, Corey Hawkins, Harry Melling, Brendan Gleeson                                                                      |

## Díjak, fesztiválok
- 93. Oscar-gála

legjobb film: A nomádok földje
legjobb nemzetközi játékfilm: Még egy kört mindenkinek
legjobb rendező: Chloé Zhao – A nomádok földje
legjobb női főszereplő: Frances McDormand – A nomádok földje
legjobb férfi főszereplő: Anthony Hopkins – Az apa
legjobb női mellékszereplő: Jun Jodzsong (Yun Yeo-jeong) –  Minari – A családom története
legjobb férfi mellékszereplő: Daniel Kaluuya – Júdás és a Fekete Messiás
- 78. Golden Globe-gála

legjobb drámai film: A nomádok földje
legjobb komédia vagy musical: Borat utólagos mozifilm
legjobb idegen nyelvű film: Minari – A családom története
legjobb rendező: Chloé Zhao – A nomádok földje
legjobb színésznő (dráma): Andra Day – The United States vs. Billie Holiday
legjobb férfi színész (dráma): Chadwick Boseman – Ma Rainey: A blues nagyasszonya
legjobb színésznő (komédia vagy musical): Rosamund Pike – Fontos vagy nekem
legjobb férfi színész (komédia vagy musical): Sacha Baron Cohen – Borat utólagos mozifilm
- 34. Európai Filmdíj-gála

legjobb film: Quo vadis, Aida?
legjobb filmvígjáték: Ninjababy
legjobb rendező: Jasmila Žbanić – Quo vadis, Aida?
legjobb színésznő: Jasna Đuričić – Quo vadis, Aida?
legjobb színész: Anthony Hopkins – Az apa
Legjobb forgatókönyvíró: Florian Zeller és Christopher Hampton – Az apa
- 46. César-gála

legjobb film: Elég a hülyékből
legjobb külföldi film: Még egy kört mindenkinek
legjobb rendező: Albert Dupontel – Elég a hülyékből
legjobb színész: Sami Bouajila – A fiunk élete
legjobb színésznő: Laure Calamy – Jó a szamár is
- 74. BAFTA-gála

legjobb film: A nomádok földje
legjobb brit film: Ígéretes fiatal nő
legjobb nem angol nyelvű film: Még egy kört mindenkinek
legjobb rendező: Chloé Zhao – A nomádok földje
legjobb női főszereplő: Frances McDormand – A nomádok földje
legjobb férfi főszereplő: Anthony Hopkins – Az apa
- 41. Arany Málna-gála

legrosszabb film: Absolute Proof
legrosszabb remake: 365 nap
legrosszabb rendező: Sia – Music
legrosszabb női főszereplő: Kate Hudson – Music
legrosszabb férfi főszereplő: Mike Lindell – Absolute Proof
- 74. Cannes-i Fesztivál

Arany Pálma: Titán – rendező: Julia Ducournau
Nagydíj (megosztva):
A hős – rendező: Aszhar Farhadi
Hytti Nro 6 – rendező: Juho Kuosmanen
A zsűri díja (megosztva):
Ha'berech – rendező: Nadav Lapid
Memoria – rendező: Apichatpong Weerasethakul
Legjobb rendezés díja: Annette – rendező: Leos Carax
Legjobb női alakítás díja: Renate Reinsve – A világ legrosszabb embere
Legjobb férfi alakítás díja: Caleb Landry Jones – Nitram
Legjobb forgatókönyv díja: Vezess helyettem – forgatókönyvíró: Hamagucsi Rjúszuke és Takamasza Oe